# Thrips du tabac et de l'oignon
Thrips tabaci
Espèce
Le thrips du tabac et de l'oignon (Thrips tabaci) est une espèce de minuscules insectes de l'ordre des thysanoptères et de la famille des Thripidae qui pique les feuilles de nombreuses espèces cultivées (notamment de Solanacées et de Liliacées, mais pas seulement) et dont la larve parasite ces mêmes plantes.

## Description
L'adulte (on ne rencontre pratiquement que des femelles) est un insecte d'un millimètre de long environ, de couleur jaune pâle, à ailes longues de couleur gris perle. Cet insecte est considéré comme le plus petit insecte ailé. Ses ailes sont ornées de filaments qui leur donne un aspect plumeux.

## Biologie
Cette espèce est presque exclusivement parthénogénétique.

## Symptômes et dégâts
Peut se nourrir de tous les organes végétaux attaqués.
Les thrips piquent les tissus et injectent leur salive toxique qui lyse les contenus cellulaires, puis aspirent le tout pour l'ingurgiter.
Sur feuilles :
taches claires formées de petits points blancs.
Les feuilles se dessèchent et tombent.
Feuilles mal formées
Sur jeunes pousses :
raccourcissement des entre-nœuds
Sur fleurs :
taches sur les pétales.
Boutons floraux avortés.
Sur bulbes :
les bulbes perdent une partie de leurs réserves aqueuses et deviennent brun-noirâtre.
Virus :
vecteur du (TSWV) Tomato Spotted Witt Virus

## Moyens de lutte
Détection difficile car les thrips vivent cachés.
Stratégie de lutte préventive :
Éliminer les mauvaises herbes, pratiquer la rotation des cultures en plein air, mise en place de pièges englués jaunes ou bleus,...
Lutte chimique :
Attention à l'apparition de résistances! Alterner les familles chimiques.
Exemples de matières actives homologuées : abamectine, aldicarbe, méthomyl
Lutte biologique :
Acariens prédateurs (Amblyseius cucumeris, Amblyseius barkei,...)
Hémiptères prédateurs (Orius indisiosus, une punaise et Anthocoris sp.)